# Kodowanie zapachu

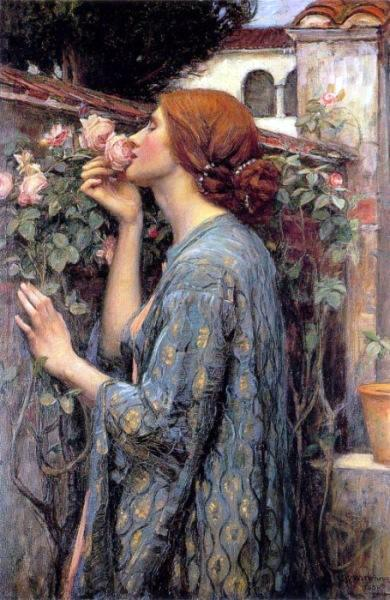
John William Waterhouse (1849–1917); The Soul of the Rose or My Sweet Rose (1908)
Wrażenia węchowe szybciej od innych wrażeń zmysłowych wywołują emocje i są na dłużej utrwalane w pamięci

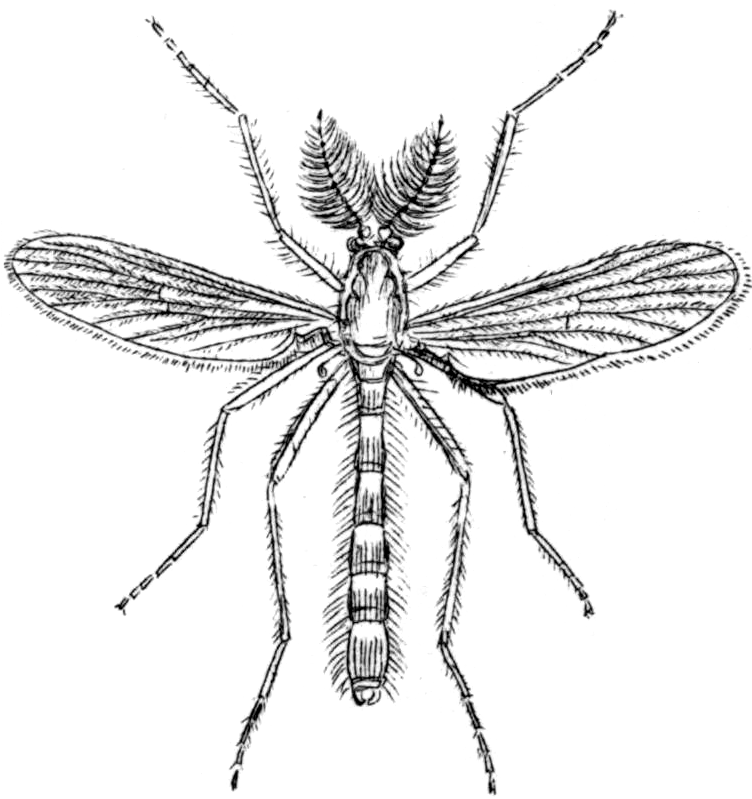
Węch owadów umożliwia im zdobywanie pożywienia lub odnalezienie partnera. Dowodem jego roli są rozbudowane anteny, wychwytujące cząsteczki odorantów

Kodowanie zapachu, kodowanie informacji o bodźcach węchowych – jedno z pojęć określających zasady działania węchu, który jest częścią układu nerwowego, odpowiedzialną za procesy poznawcze związane z percepcją zapachu, jego rozpoznawaniem oraz kształtowaniem negatywnych lub pozytywnych emocji.
Węch odbiera i przetwarza bodźce chemiczne, jakimi są cząsteczki niektórych związków chemicznych (odorantów), obecne w powietrzu. Drugim z chemicznych zmysłów człowieka jest smak, niemal nierozłącznie związany z węchem (oba rodzaje wrażeń są odbierane równocześnie). O ile wiedza na temat wzroku, słuchu, smaku i innych zmysłów jest bogata od dawna, to zasady działania węchu długo pozostawały zagadkowe. Prawdopodobnie było to spowodowane ich większą złożonością, wynikającą z najdłuższej historii ewolucji tego sposobu „obserwacji” otoczenia przez organizmy żywe.
Sytuacja zmieniła się dopiero w końcu XX wieku, dzięki postępowi wiedzy na pograniczu nauk ścisłych i przyrodniczych, tj. biochemia, biofizyka, elektrofizjologia, dzięki rozwojowi genetyki i inżynierii genetycznej. Wykazano (na podstawie badań nabłonka węchowego myszy), że liczne węchowe białka receptorowe – receptory węchowe – należą do dużej grupy receptorów GPCR, oraz opisano „system węchowy” – sposób interpretacji w mózgu wzorów pobudzenia nabłonka węchowego (Linda B. Buck i Richard Axel, Nagroda Nobla w dziedzinie fizjologii lub medycyny, rok 2004). Na podstawie baz danych, zgromadzonych w ramach „Projektu poznania ludzkiego genomu” (Human Genome Project, HGP), stwierdzono, że nadrodzina receptorów węchowych (Olfactory Receptors, OR) jest największą rodziną w genomie. Białka te są kodowane przez ponad 2% z ok. 30 tys. wszystkich genów.
W błonie komórkowej receptorowych neuronów nabłonka węchowego człowieka występuje ponad 300 takich białek. Liczba receptorów różnych bodźców chemicznych jest więc wielokrotnie większa od liczby receptorów innych bodźców, na przykład ponad sto razy większa od liczby różnych czopków siatkówki oka – receptorów promieniowania widzialnego. Obserwację barwnych obrazów umożliwiają tylko trzy rodzaje rodopsyny, reagujące na trzy podstawowe barwy.
Jedna komórka węchowa (receptor) człowieka i innych ssaków zawiera tylko jeden OR. Powstająca pod wpływem odorantów mozaika pobudzeń różnych receptorów, rozsianych na powierzchni nabłonka, znajduje odbicie w opuszce węchowej. W jej kłębuszkach grupują się aksony neuronów wyposażonych w taki sam OR. Jest to pierwszy etap identyfikacji chemicznego bodźca, jakim jest odorant (związek chemiczny lub mieszanina związków). Rozkład pobudzeń w opuszce (neurony II rzędu) jest zależny od struktury cząsteczek odorantów i stężeń tych związków.
Z opuszki droga węchowa prowadzi sygnał do kory zakrętu hipokampa, w której znajduje się pole węchowe (ośrodek węchu). Hipokamp jest częścią atawistycznego układu limbicznego (kiedyś kojarzonego wyłącznie z węchem), który uczestniczy w kształtowaniu stanów emocjonalnych, np. strachu, lęku, przyjemności, głodu. Bierze też udział w procesie zapamiętywania i wpływa na procesy wegetatywne (np. choroby psychosomatyczne, zaburzenia somatoformiczne).

## Podstawy badań węchu

### Badania poprzedzające wyjaśnienie kodu węchowego

Model błony komórkowej (dwuwarstwa lipidowa) zbudowanej z fosfatydylocholiny

Białka błonowe: (1) transmembranowe,
(2) monowarstwy zewnętrznej,
(3) monowarstwy wewnętrznej,
(4) wewnętrzne,
peryferyjne (niebieskie)

Komórka nerwowa i synapsa

Mechanizm działania zmysłu węchu budził zainteresowanie od wieków. Wśród tych naukowców, którzy przyczynili się do rozwoju tej dyscypliny nauki, są wymieniani np. Karol Linneusz (1707–1778), Hendrik Zwaardemaker (1857–1930), Robert H. Wright (1906–1985), John E. Amoore (1930–1998) i Luca Turin (ur. 1953). Przełomowe znaczenie miały badania dotyczące budowy i funkcji błony komórkowej. Pierwsze takie modele opisano w pierwszej połowie XX w., np. model dwuwarstwy lipidowej (Gortel i Grendel, 1925) lub błony trójwarstwowej z warstwą białkową (Dowson i Danieli, 1935). W ostatnich dziesięcioleciach XX w. i na początku wieku XXI osiągnięto ogromne postępy w tym zakresie, dzięki zaangażowaniu specjalistów z różnych dyscyplin, np. biologii, mikrobiologii i biologii molekularnej, fizyki i biofizyki, chemii i biochemii, medycyny i fizjologii.
Model dynamicznej płynnej mozaiki został opublikowany przez Singera i Nicolsona w roku 1972. Do osiągnięcia współczesnego poziomu wiedzy na temat funkcji białek błonowych w procesach percepcji sygnałów chemicznych przyczyniły się w szczególnie dużym stopniu prace wyróżnione Nagrodą Nobla.
W dziedzinie fizjologii lub medycyny wyróżniono np. odkrycia:
- enzymów restrykcyjnych i ich zastosowanie w genetyce molekularnej (Werner Arber, Daniel Nathans, Hamilton Othanel Smith; 1978)
- ruchomych elementów genetycznych (Barbara McClintock, 1983)
- dotyczące funkcji pojedynczych kanałów jonowych w komórkach (Erwin Neher; 1991)
- dotyczące fosforylacji białek, jako biologicznego mechanizmu regulatorowego (Bert Sakmann, Edmond H. Fischer, Edwin G. Krebs; 1992)
- genów nieciągłych (Richard J. Roberts, Phillip A. Sharp; 1993)
- białek G i roli tych białek w przekazywaniu sygnału w komórkach (Alfred G. Gilman, Martin Rodbell; 1994)
- że białka są wyposażone w sekwencje sygnalne, które zawiadują ich transportem i lokalizacją komórkową (Günter Blobel; 1999)
- dotyczące przekazywania sygnału w układzie nerwowym (Arvid Carlsson, Paul Greengard, Eric R. Kandel; 2000)

Nagrody Nobla w dziedzinie chemii dotyczące tego samego obszaru wiedzy otrzymali na przykład:
- w roku 2002 – Kurt Wüthrich, John B. Fenn, Kōichi Tanaka za badania przestrzennych struktur biopolimerów (np. białek) metodą spektrometrii mas
- w roku 2003 – Peter Agre, Roderick MacKinnon za badania kanałów w błonach komórkowych
- w roku 2006 – Roger Kornberg za badania molekularnego mechanizmu transkrypcji w komórkach eukariotycznych
- w roku 2008 – Osamu Shimomura, Martin Chalfie, Roger Y. Tsien za odkrycie i badania białka o zielonej fluorescencji

Nagroda Nobla za odkrycia związane z receptorami węchowymi i z organizacją układu węchowego została przyznana w roku 2004 dwojgu amerykańskim naukowcom: Lindzie B. Buck i Richardowi Axelowi.

### Elementy ewolucji zmysłów
Zgodnie z definicją życia, które ma ponad 3 mld lat historii, ostatni uniwersalny wspólny przodek wszystkich organizmów dysponował błoną komórkową, która była zdolna odbierać sygnały chemiczne. Były one wówczas jedynym źródłem ważnych dla życia informacji. W toku ewolucji powstały organizmy wielokomórkowe i tkanki, m.in. tkanka nerwowa, składająca się z pobudliwych komórek nerwowych.
W wyniku ewolucyjnych przystosowań do środowiska doszło do wyodrębnienia się komórek o różnej morfologii, reagujących na bodźce różnego rodzaju (np. chemoreceptory, fotoreceptory, baroreceptory, termoreceptory). Niektóre z nich stopniowo grupowały się w różnych miejscach ciała, ulegając dalszej specjalizacji. Ewolucyjne doskonalenie struktur zawierających określone receptory doprowadziło do powstania takich narządów jak oko, nos czy ucho.
Współczesna klasyfikacja receptorów na podstawie kryterium lokalizacji wyróżnia:
- interoreceptory – odbierające bodźce wewnętrzne, np. z innych układów organizmu (odpowiedzialne m.in. za homeostazę)
- eksteroreceptory – odbierające bodźce zewnętrzne

Chemoreceptory uczestniczą w procesach odbierania sygnałów wewnętrznych (np. receptory adrenergiczne, muskarynowe, opioidowe) i zewnętrznych. U różnych gatunków zwierząt chemiczne eksteroreceptory są zlokalizowana na powierzchni ciała, na jej określonych fragmentach lub w wyspecjalizowanych narządach.

Potencjał czynnościowy błony komórkowej neuronu;
zobacz też: potencjał błonowy, potencjał spoczynkowy, bodziec, próg pobudliwości, depolaryzacja, repolaryzacja, hiperpolaryzacja

Odbierane z receptorów sygnały są analizowane w sieciach neuronów o różnej złożoności (zobacz np. ewolucja układu nerwowego, układ nerwowy rozproszony, układ nerwowy człowieka), ale działających na jednakowych zasadach przenoszenia i przekazywania impulsów.

### Zasady przenoszenia i przekazywania impulsów nerwowych
W każdym układzie nerwowym spolaryzowana błona neuronów charakteryzuje się określonym potencjałem oraz pobudliwością, polegającą na powstawaniu potencjału czynnościowego (lokalna depolaryzacja) po odebraniu nadprogowego bodźca przez błonowe białka receptorowe. Neuron (receptor) odzyskuje pobudliwość wskutek ponownej polaryzacji dzięki działaniu pomp sodowo-potasowych, które „tłoczą” jony wbrew gradientowi stężeń.
Receptory (neurony I rzędu) przekazują sygnał kolejnym neuronom (neuronom II rzędu) w synapsach. Procesy synaptyczne polegają na wysyłaniu do szczeliny synaptycznej chemicznych substancji przekaźnikowych (neurotransmiterów). Dla komórki postsynaptycznej są one wewnętrznymi chemicznymi sygnałami o obecności nadprogowego bodźca zewnętrznego.
W układzie nerwowym organizmów najbardziej złożonych, dysponujących centralnym układem nerwowym, przetwarzanie sygnałów zmysłowych odbywa się w specyficznych analizatorach wrażeń zmysłowych, np. wzrokowych, słuchowych, dotykowych.

### Receptory GCPR

Schemat receptora błonowego z siedmioma domenami (helisami) transbłonowymi (7TM)

Schemat pobudzenia receptora OR przez cząsteczkę odoranta z uwolnieniem podjednostki α białka G

Chemoreceptory, czyli receptory reagujące na bodźce chemiczne (np. hormony, bodźce węchowe i smakowe) są najliczniejszą grupą receptorów błonowych. Ich struktura jest zakodowana w genach wszystkich organizmów żywych. Są to często białka posiadające siedem α-helikalnych fragmentów, przenikających przez błonę komórkową (7 domen transmembranowych, symbol 7TM). Należą do białek sprzężonych z białkiem G, oznaczanych symbolem GPCR (G Protein-Coupled Receptor).
Białko G jest zbudowane z trzech podjednostek: α, β i γ. Do podjednostki α przyłącza się guanozynodifosforan (GDP). Skutkiem pobudzenia chemoreceptora jest fosforylacja GDP. Powstający guanozynotrifosforan (GTP) jest uwalniany do cytoplazmy, gdzie uczestniczy w procesach otwierania kanałów jonowych w błonie neuronu (biochemiczna kaskada). Otwarcie kanałów umożliwia dyfuzję prostą jonów potasu z wnętrza na zewnątrz komórki i jonów sodu w przeciwnym kierunku, co powoduje depolaryzację jej błony. Powstający potencjał czynnościowy przemieszcza się wzdłuż neurytu do synapsy. Uwalnia tu do szczeliny synaptycznej neurotransmitery, które mogą wywołać potencjał czynnościowy w błonie sąsiedniego neuronu (neuron II rzędu).

## Odkrycie rodziny OR

Schemat łańcuchowej reakcji polimerazy (PCR):
1. Denaturacja w 96 °C
2. Wiązanie starterów w 68 °C
3. Synteza nici komplementarnej w 72 °C (P – polimeraza)

Linda B. Buck i Richard Axel otrzymali Nagrodę Nobla w dziedzinie fizjologii i medycyny w roku 2004 za odkrycia dokonane w wyniku badań rozpoczętych w roku 1985. Według L.B. Buck inspiracją jej badań była opublikowana w roku 1985 praca J. Pevsnera i współpracowników.
Autorzy pracy badali powinowactwo nabłonka węchowego wołu i szczura do 2-izobutylo-3-[3H]metoksypirazyny (silny zapach papryki). Stwierdzono, że odorant jest specyficznie i silnie wiązany w nabłonku węchowym (nie zaobserwowano tego zjawiska w 11 innych badanych tkankach). Jego powinowactwo do nabłonka węchowego szczura jest 9 razy większe niż do nabłonka innych części układu oddechowego. Z nabłonka wołu wyizolowano białko wiążące pirazyny, które stanowi około 1% całkowitego białka rozpuszczalnego. Zbadano jego strukturę, wskazując dwa miejsca wiązania odoranta. Wykazano również, że powinowactwo tego białka do homologicznej serii pirazyn jest skorelowane z progami wyczuwalności ich zapachu przez człowieka. Wyciągnięto wniosek, że białko odgrywa istotną fizjologiczną rolę w procesie percepcji zapachu.
Biorąc pod uwagę ogromną liczebność rozpoznawanych zapachów (> 10 tys.) Linda Buck założyła, że:
- w nabłonku węchowym występują liczne białka, kodowane przez dużą rodzinę genów
- białka kodowane przez te geny wiążą różne cząsteczki odorantów
- geny tych białek ulegają selektywnej ekspresji w neuronach narządu węchu

Było też prawdopodobne, że poszukiwane białka receptorowe należą do nowej wówczas grupy – receptorów sprzężonych z białkiem G (w roku 1989 znano 20 należących do GPCR interoreceptorów hormonów i neurotransmiterów). Badania zmierzające do potwierdzenia tych założeń Linda Buck prowadziła od roku 1988 w laboratorium kierowanym przez Richarda Axela. Badania polegały na
- wyodrębnieniu RNA z węchowego nabłonka myszy[a]
- otrzymaniu komplementarnego DNA (cDNA) za pomocą odwrotnej transkryptazy
- powieleniu cDNA z zastosowaniem łańcuchowej reakcji polimerazy (ang. Polymerase Chain Reaction, PCR)
- wyodrębnieniu, metodą elektroforezy żelowej, łańcuchów o długościach 600 – 1300 par zasad (długość charakterystyczna dla spodziewanej rodziny receptorów)
- namnożeniu wyodrębnionej frakcji metodą PCR
- elektroforezie mieszaniny produktów

Uzyskano 64 frakcje łańcuchów DNA, wśród których spodziewano się zidentyfikować poszukiwaną rodzinę genów. Sekwencja nukleotydów, ustalona dla 10 łańcuchów DNA z jednej z tych frakcji, odpowiadała oczekiwanym pierwszorzędowym strukturom białek. Wyznaczona sekwencja aminokwasów w tych białkach wskazywała, że wyodrębnione łańcuchy DNA są genami białek z siedmioma domenami hydrofobowymi (o zmiennej sekwencji aminokwasów), tworzącymi α-helisy (struktura drugorzędowa analogiczna do struktury znanych GPCR). Wyniki pracy opublikowano w roku 1991.
Korzystając z bazy danych, zgromadzonych w czasie realizacji „Projektu poznania ludzkiego genomu” (ang. Human Genome Project, HGP), zidentyfikowano 636 analogicznych genów o długości ok. 1000 par zasad. Aktywność wykazuje tylko 339 z nich (ponad 2% z ok. 30 tys. wszystkich genów w genomie), a pozostałe są pseudogenami, które nie ulegają ekspresji (u zwierząt udział pseudogenów jest mniejszy).
Geny receptorów węchowych występują w największej ilości w chromosomie 11 (318 genów), nie występują w chromosomach 8, 20 i Y.
Wszystkie receptory węchowe uznano za nadrodzinę OR (Olfactory Receptor), w której wyróżnia się rodziny (zgodność sekwencji > 40%) oznaczane kolejnymi numerami 1–56 oraz podrodziny (zgodność sekwencji > 60%) oznaczane symbolami literowymi, np. A, AG, C. Ostatni element symbolu OR jest numerem białka w podrodzinie, np. OR10AG1.

## System węchowy

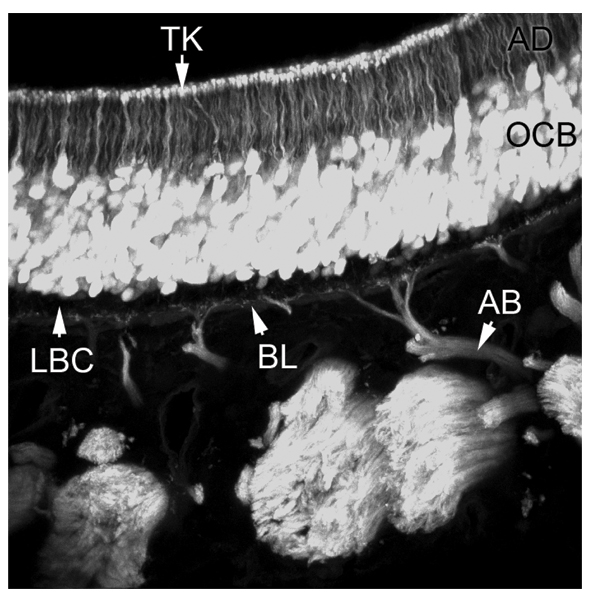
Określenie drogi sygnałów od zakończeń nerwów węchowych do kłębuszków opuszki umożliwiły białka zielonej fluorescencji

System węchowy człowieka
1. opuszka węchowa; 2. komórki mitralne (II neurony drogi węchowej); 3. kość sitowa 4. nabłonek węchowy; 5. „kłębuszki” opuszki węchowej; 6. komórki węchowe (receptory)

Zasada dekodowania zapachu odorantów, wiązanych przez różne receptory
Cechy kształtu pięciu różnych receptorów oraz cząsteczek odorantów reprezentują różne właściwości chemiczne i stereochemiczne, decydujące o wzajemnym powinowactwie. W nabłonku węchowym człowieka znajduje się 339 różnych białek receptorowych OR w milionach komórek nabłonka węchowego. Liczba wzorców pobudzenia tych komórek jest niemal nieograniczona

Model przekazywania sygnałów o zapachu z nabłonka węchowego do ośrodka korowego

Podstawami koncepcji systemu węchowego są:
- zidentyfikowanie nadrodziny ponad 1000 węchowych białek receptorowych (OR)
- wykazanie, że poszczególne OR ulegają selektywnej ekspresji w poszczególnych komórkach narządów zmysłu węchu, przy czym w jednym neuronie ulega ekspresji jeden rodzaj OR
- sprawdzenie, jak poszczególne OR reagują na różne związki chemiczne (odoranty)
- zbadanie sposobu interpretacji sygnałów o pobudzeniu receptorów (neurony I rzędu) na wyższych piętrach analizatora wrażenia zmysłowego (zobacz: droga węchowa, nerw węchowy)

Potwierdzenie spodziewanej lokalizacji receptorów (selektywnej ekspresji genów OR) uzyskano, wykorzystując metodę znakowania receptorów z użyciem GFP oraz technik inżynierii genetycznej i klonowania. Otrzymano zdjęcia, np. przekrojów tkanki nerwowej transgenicznych myszy, na których wyraźną zieloną fluorescencję (świadczącą o obecności białek OR) wykazują komórki nabłonka węchowego i opuszki.
Techniki inżynierii genetycznej zastosowano również czasie badań roli kłębuszków (glomerule) opuszki węchowej w interpretacji sygnałów węchowych. Opuszka człowieka i innych ssaków (bulbus olfactorius, BO) mieści się bezpośrednio nad blaszką sitową kości sitowej (lamina cribrosa ossis ethmoidale), stanowiącą sklepienie jamy nosowej. Przez blaszkę przenikają aksony komórek węchowych nabłonka, który pokrywa tę część jamy (ok. 2×2,5 cm², ok. 2×50 mln komórek czuciowych).
W kłębuszkach BO znajdują się liczne synapsy, w których sygnał o pobudzeniu neuronów I rzędu (receptorów) jest przekazywany neuronom II rzędu (komórki mitralne). Aby zbadać szlak informacji przekazywanych z receptorów zawierających jeden rodzaj OR, wyhodowano mysz transgeniczną, w której komórkach następowała równoczesna ekspresja OR i lektyny jęczmienia. Obecność lektyny w komórkach badanych tkanek stwierdzano metodami immunohistochemicznymi. Uzyskano barwne obrazy mikroskopowe wskazujące, że w jednym kłębuszku opuszki myszy zbiega się kilka tysięcy aksonów komórek nabłonka. Powoduje to znaczne wzmocnienie sygnału o istnieniu zewnętrznego bodźca, który jest rejestrowany przez określony rodzaj OR. Rozmieszczenie kłębuszków odbierających sygnały z różnych OR jest charakterystyczne dla gatunku. Nie zmienia się w czasie, mimo że komórki nabłonka żyją zaledwie 2 miesiące (są zastępowane przez nieustannie powstające nowe komórki).
Informacja o pobudzeniu określonych stref opuszki jest przekazywana do neuronów rozsianych w korze węchowej. Z określonym zapachem wiąże się odpowiednia grupa pobudzonych neuronów kory, podobna u różnych osobników gatunku.
Informacja o pobudzeniu jednego typu OR byłaby równoznaczna z identyfikacją zapachu, gdyby te receptory były selektywnymi czujnikami, reagującymi na jeden związek lub na ściśle określoną grupę zanieczyszczeń powietrza, o takim samym lub podobnym zapachu. Ten warunek nie jest spełniony. Badania L.B. Buck i R. Axela wykazały, że jeden OR może reagować na działanie różnych związków chemicznych, a jeden związek wywołuje pobudzenie neuronów z różnymi OR. Dekodowanie niemal nieskończonej liczby zapachów polega więc na ich porównywaniu wzorcami, zachowanymi w pamięci w postaci informacji o reakcjach wszystkich receptorów (przetworzonych i wzmocnionych w opuszce).
W tabeli przedstawiono przykład ilustrujący, w jaki sposób różne receptory węchowe reagują na określone związki chemiczne (odoranty). Symbole S1, S3, S18 itd. oznaczają numery przypisane poszczególnym receptorom. Znak „x” oznacza reakcję receptora na działanie danego związku, zero – brak reakcji.
| Związek chemiczny (odorant) | S1 | S3 | S18 | S19 | S25 | S41 | S46 | S51 | S79 | S83 | Zapach       |
| Kwas kapronowy (heksanowy)  | 0  | 0  | 0   | x   | 0   | 0   | 0   | 0   | 0   | 0   | nieprzyjemny |
| Heksanol                    | 0  | x  | 0   | 0   | x   | 0   | 0   | 0   | 0   | 0   | przyjemny    |
|                             |    |    |     |     |     |     |     |     |     |     |              |
| Kwas entanowy (heptanowy)   | x  | 0  | x   | x   | 0   | x   | 0   | x   | 0   | 0   | nieprzyjemny |
| Heptanol                    | 0  | x  | 0   | x   | x   | 0   | 0   | 0   | 0   | 0   | przyjemny    |
|                             |    |    |     |     |     |     |     |     |     |     |              |
| Kwas kaprylowy (oktanowy)   | x  | 0  | x   | x   | 0   | x   | x   | x   | x   | x   | nieprzyjemny |
| Oktanol                     | 0  | 0  | x   | x   | 0   | x   | 0   | x   | 0   | 0   | przyjemny    |

Badania systemu węchowego, zainicjowane odkryciem OR, są intensywnie kontynuowane w wielu laboratoriach świata. W laboratorium Richarda Axela badano np. węch transgenicznej myszy, wyhodowanej z komórki jajowej, której jądro zastąpiono jądrem komórki węchowej. Stwierdzono, że węch tej myszy nie odbiega od węchu myszy grupy porównawczej. W komórkach jej nabłonka węchowego powstały wszystkie rodzaje OR myszy i mapa pobudzeń tych receptorów jest poprawnie rozpoznawana w mózgu. W laboratorium Lindy B. Buck wyhodowano np. klon myszy ze znaczonymi białkami na całej długości drogi węchowej, co ułatwia badania organizacji systemu węchowego. Wykazano też, że niektóre bezwonne związki mogą wywoływać wrażenia węchowe, jeżeli występują w mieszaninach. W innych laboratoriach prowadzone są np. badania systemów nerwowych innych organizmów, np. porównania systemów węchowych człowieka i szympansa i inne analizy zmian systemu węchowego w procesie ewolucji.
Wciąż zagadkowe są procesy zachodzące w mózgu na etapie integracji wszystkich bodźców, równocześnie odbieranych przez człowieka. Badania tych procesów dotyczą najczęściej percepcji wzrokowej. O dawna opisywane jest np. zjawisko „stałości barw”, które sprawia, że kolorystyka oglądanych obrazów nie zależy od rodzaju oświetlenia (np. światło dzienne padające bezpośrednio lub przefiltrowane przez zieleń liści, różne rodzaje sztucznego oświetlenia wnętrz). Stałość barw jest jednym z wielu dowodów, że o rodzaju odbieranego wrażenia wzrokowego nie decydują informacje o instrumentalnie mierzonych wielkościach bodźców pobudzających czopki siatkówki. Poprawne rozpoznanie wrażenia wymaga integracji wszystkich sygnałów równocześnie odbieranych z różnych receptorów (informacje o aktualnym stanie organizmu i otoczenia) oraz z pamięci. Procesy percepcji wrażeń węchowych są badane rzadziej, jednak wydaje się oczywiste, że również w tym przypadku wielką rolę odgrywa integracyjna działalność mózgu, odpowiedzialna np. za poprawne rozpoznawanie zapachów, złudzenia lub adaptację węchową.
Na przełomie XX i XXI wieku osiągnięto znaczny postęp na drodze do wyjaśnienia mechanizmów powstawania pozytywnych lub negatywnych emocji, wywoływanych przez bodźce węchowe dzięki zastosowaniu fMRI – metody obrazowania zmian aktywności lewej lub prawej części kory przedczołowej, związanych z odczuwaniem emocji o różnej jakości hedonicznej (hamujących spontaniczne stany emocjonalne, związane z aktywnością podwzgórza i układu limbicznego).